# Eyla
Eyla (auch Eila, Geyla, Geila, Gela) war eine Äbtissin im Kloster Liesborn.

## Leben
Über das Leben der Äbtissin ist nichts bekannt. Ihre Memorie fällt auf den 11. Januar. Ihre Regierungszeit wird auf das erste Viertel des 12. Jahrhunderts geschätzt.